# Анархістки (фільм)
«Анархістки» (з ісп. Libertarias) — художній фільм іспанського режисера Вісенте Аранда (1996). Прем'єра фільму відбулась 19 квітня 1996 року. В Іспанії катрину подивилося близько 577 тис. глядачів.

## Сюжет
Події розвиваються навколо подій революції в Іспанії, яка розпочалась 19 липня 1936 року. У маленькому містечку поблизу Барселони революційні сили зруйнували монастир. Марія, монахиня з розбитого монастиря, знаходить притулок у борделі, куди незабаром з місією звільнення повій приходять активістки Організації Вільних Жінок. Через деякий час, під впливом Флорен, Марія приєднується до цієї організації і бере участь у збройній боротьбі разом з іншими активістками, які віддають перевагу загинути, борючись поруч з чоловіками, ніж жити, підкорюючись їм.

## В ролях
- Ана Белен — Пилар
- Вікторія Абріль — Флорен
- Аріадна Хіль — Марія
- Бланка Апіланес — Аура
- Лаура Манья — Конча
- Лолес Леон — Чаро
- Хорхе Санс — робітник-дитина
- Хосе Санчо — батько-робітник
- Хоан Кросас — берет
- Антоніо Дечент — Фанека
- Мігель Бозе — секретар
- Грег Чарльз — зарубіжний кореспондент
- Клаудія Граві — господиня борделю
- Франсіско Маэстре — єпископ
- Гектор Коломе — Дурруті
- Марія Галіана — начальник
- Анхелес Мартін — Кармен
- Ана Малавер — повія
- Марія Пухальте — Маріона
- Асусена де ла Фуенте — Ольга
- Ісабель Руіс де ла Прада — Аніта
- Патрісія Віко — Патро
- Мерче Ровіра — Мерче
- Антоніо Росс — цивільний гвардієць
- Хосе Антоніо Санчес — чоловік з казино
- Франсіско Ернандес — авіатор
- Роса Новель — оратор
- Вікторія Вівас — бійчиня "Вільних жінок"
- Хоан Грей — акордеоністка
- Ярослав Бельський — радянський журналіст
- Естер Рабіно — рудоволоса
- Альваро Гомес — сержант
- Енріке Наварро — кухар
- Габріель Латорре — охоронець
- Луїс Гарсіа — національний солдат
- Анхелес Ладрон де Гевара — Кампесіна

Чоловіки-міліціонери: Пако Бас, Раміро Алонсо, Бруно Скварца, Мануель Наварро, Енріке Ескудеро, Віктор Мануель Рівас, Даніель Медран, Родольфо Монтеро, Енріке Вільєн, Антоніо Ірансо, дорожні міліціонери — Луїс Осталот і Хесус Руйман.
Жінки-міліціонери: Конча Салінас, Мілагрос Домінгес, Анхелес Гарсіа, Лаура Інклан, Йоланда Пальін, Отілія Лаїс, Лола Акоста, Енкарна Брейс, Марія де лас Ерас і Елена Авілес.
Медики: Мігель Суньїга, Хесус Алькаід і Хосе Серро
Стажувальники: Хав'єр Мас, Антоніо Кастро
В'язні: Рафаель Хіменес, Хав'єр Паєс і Рауль Пасос.
Чиновники: Давід Пінілья, Педро Мігель, Антоніо Каналь і Хосе Антоніо Гальєго

## Знімальна група
- Режисер — Вісенте Аранда
- Продюсери — Андрес Вісенте Гомес і Фернандо де Гарсильян (асоційований продюсер)
- Сценаристи — Вісенте Аранда, Хосе Луїс Гуарнер, Роман Губерн і Антоніо Рабінад
- Оператори — Хосе Луїс Алькайне і Хуан Аморос
- Композитор — Хосе Ньєто